# Lékařský odborový klub – Svaz českých lékařů
Lékařský odborový klub – Svaz českých lékařů je odborovou a profesní organizací. Vznikl sloučením odborové organizace Lékařský odborový klub a profesního sdružení Svaz českých lékařů. Je organizací nezávislou na Odborovém svazu pracovníků ve zdravotnictví a není členem Českomoravské konfederace odborových svazů. Podle stanov organizace je jejím cílem obhajoba sociálních práv a ekonomických zájmů svých členů (za členy v zaměstnaneckém a obdobném pracovněprávním vztahu plní funkci odborové organizace) a též zájmů pacientů – pojištěnců veřejného zdravotního pojištění.

## Členství v LOK-SČL
Členství v LOK-SČL je dobrovolné a rovné. Členem se může stát občan, který absolvoval lékařskou fakultu nebo student lékařské fakulty, a to na základě žádosti podané místní organizaci. Místní organizace může žádost o přijetí za člena odmítnout. Členem se může stát také vysokoškolsky vzdělaný zdravotnický pracovník nelékař, ale pouze na základě souhlasu předsednictva sdružení.

## Historie LOK-SČL
Lékařský odborový klub založil MUDr. David Rath společně s dalšími lékaři, oficiálně vznikl 17. března 1995. Cílem vzniku bylo především prosazení podstatného zvýšení mezd lékařů (v první fázi na 150 Kč/hod., resp. 21 000 Kč měsíčně) a jejich následné navázání na výši průměrné mzdy ve státě, možnosti pracovních souběhů a povinnosti pojišťoven uzavírat smlouvy se všemi způsobilými lékaři (bez možnosti tyto smlouvy vypovídat, aniž by lékař porušil podmínky). Jako prostředek k prosazení těchto požadavků byla 1. listopadu 1995 vyhlášena stávka a svolána demonstrace.
Dne 10. října 2000 bylo na I. společném sjezdu Lékařského odborového klubu a Svazu českých lékařů schváleno sloučení do jediné organizace LOK-SČL. Následně tato organizace formulovala nové požadavky, o jejichž prosazení se bude snažit – například zvýšení rizikových přípatků, zvýšení platů zaměstnanců v rozpočtových a příspěvkových organizacích, zvýšení příplatku pro zdravotnické pracovníky nebo podpora některých návrhů připravených někým jiným (zvýšení úhrady režijních nákladů, závaznost výsledků výběrových řízení pro zdravotní pojišťovny, umožnění připlácet si na zdravotní péči atd.).